# Celebrine
Celebrine — сценический псевдоним российской исполнительницы Екатерины Логачёвой. Многие ошибочно приписывают это название электро-поп дуэту Екатерины и Ильи Дмитриева (aka Alien Delon), впервые зазвучавшего в 2011 году.

## История
Впервые имя Celebrine зазвучало в 2011, когда Катя совместно с Ильей Дмитриевым начала создавать музыку и выкладывать её на свою страницу на Soundcloud в ожидании интересных предложений о выпуске.
Треки становились популярными в узких кругах российских, западных блогеров и меломанов. О музыкантах писали Афиша, NME и другие СМИ.
В июне 2013 года на чикагском лейбле Glenview Records ребята выпустили пластинку с синглом Selfdestructive Boy с ремиксами от Леонида Липелиса, музыкантов группы Pompeya и других.
В 2014-м с ними выходит на связь голландский лейбл NON Records, который предложил им сотрудничество. Результатом этого стал выход дебютного полноформатного альбома Happy Tears, в поддержку которого были выпущены несколько синглов. На трек Beauty Of The Rhythm с альбома, выпущенный синглом, были сделаны ремиксы от Legowelt, Sasha Renkass (aka Antenna) и других.
В 2017-м выходит второй LP тандема Tristar. Выпущен он на московском лейбле AVEC, которым в тот момент Катя и Илья занимались вместе с Максимом Назаровым. Примечательно то, что альбом завершает песня Idi I Smotri на русском языке, хотя до этого всё выпускалось только на английском. Аудитория слушателей смогла оценить, что вокал Кати на родном языке столь же хорош, как и на иностранном.
В данный момент Celebrine и Alien Delon работают над разными проектами параллельно и периодически сотрудничают над чем-то совместным. Например, Катя спела в нескольких треках Ильи для проекта "Лава".
У Кати вышли два мини-альбома с Максимом Назаровым, готовятся несколько релизов с другими талантливыми электронщиками.
18 сентября 2020 вышел альбом Guide - первая сольная пластинка Celebrine почти полностью на русском языке. В декабре 2020-го Катя выпустила сингл "Море Снега" на рождественском сборнике лейбла Saint-Brooklynsburg.
Помимо этого, Катя поёт первое сопрано в ансамбле старинной музыки, так же практикуя и сольное исполнительство старинной музыки.
В данный момент Celebrine работает над новым материалом, привлекая к его записи академических музыкантов.

## Дискография
Как Celebrine & Alien Delon
- Happy Tears (2014, NON Records)
- Tristar (2017, AVEC)

Как Celebrine
- Guide (2020, self-released)

В рамках сотрудничества с другими проектами
- Katya (совместно с NYNEX) (2017, AVEC)